# رينيه هيك
رينيه هيك (بالهولندية: René Hake)‏ هو مدرب كرة قدم ولاعب كرة قدم هولندي، ولد في 18 ديسمبر 1971 في كوفردن في هولندا. لعب مع يونج إف سي أوتريخت.

## وصلات خارجية
- رينيه هيك على موقع قاعدة بيانات كرة القدم.إي يو (الإنجليزية)
- رينيه هيك على موقع Soccerway.com (الإنجليزية)